# Arturo Gatica
Arturo Gatica Silva (Rancagua, 8 de julio de 1921 - Santiago 3 de octubre de 1996) Fue un actor, cantante y folclorista chileno.

## Biografía

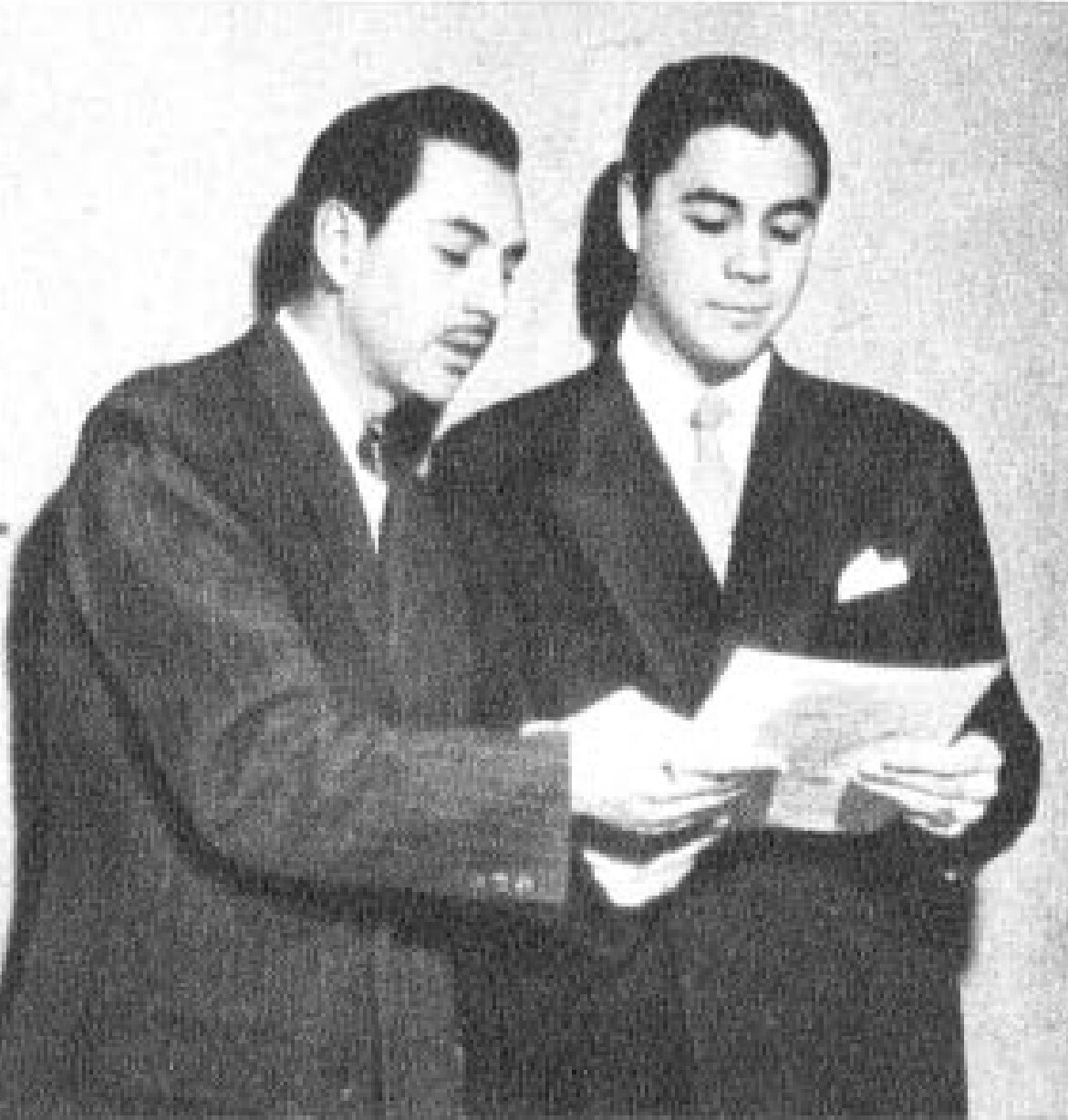
Arturo (izquierda) junto a su hermano Lucho Gatica en 1952.

Nació como el quinto de ocho hijos en el matrimonio de José Agustín Gatica y Juana Silva Soto. Realizó sus estudios en Escuela N°1 y en el Liceo de Hombres de su ciudad natal. Desde 1936, y mientras aún cursaba su educación secundaria, comenzó su carrera primero como solista y luego acompañado por humoristas y actores cómicos. En Santiago, fue apadrinado por el dúo Rey-Silva, quienes lo impulsaron a grabar para la discográfica RCA. Su debut discográfico se produjo en 1938 con el vals La despedida. Durante su carrera, participó en diversos programas radiales en Radio Yungay, Corporación, Agricultura, Minería, Portales y Cooperativa. Gracias al apoyo del locutor Raúl Matas, tuvo la oportunidad de presentarse en Argentina y Uruguay.
Bajo la dirección de José Bohr, incursionó en el cine con las películas Mis espuelas de plata (1948), La cadena infinita (1949) y Uno que ha sido marino (1950).
En 1945 apadrinó a su hermano menor Lucho Gatica, con quien grabó un disco como dúo para el sello Odeón.
En 1951 contrajo matrimonio con la actriz y cantante Hilda Sour, con quien formó el grupo folclórico «Los Chilenos». El éxito del grupo los llevó a realizar giras internacionales.
Después de regresar a Chile, se casó en segundas nupcias con Edith Martínez en 1969. Volvió al cine con las películas Ayúdeme usted compadre (1968) y Volver (1969). En televisión participó en diversos programas, entre ellos En casa de los Gatica (1968) Canturreando (1979), Musicalmente (1985) y Cantachile (1986).
En 1988, participó en la Competencia Folclórica del Festival de Viña, con la canción El suplementero.
Falleció en Santiago el 3 de octubre de 1996, y sus restos fueron sepultados en el Cementerio N°2 de Rancagua.

## Discografía
- El Rodeo grupo Los chilenos (LP, Mono) 1958
- Serenata Hispano Americana (LP, Album) 1965
- Arturo Gatica (LP, Album, Mono) 1968
- Arturo y Turín Gatica (LP, Album, Mono) 1969

## Filmografía
- Mis espuelas de plata (1948), como Juan.
- La cadena infinita (1949).
- Uno que ha sido marino (1951), como Silvano.
- Ayúdeme usted compadre (1968).
- Volver (1969).